# برست ۳۲۳۲
سیارک ۳۲۳۲ (به انگلیسی: 3232 Brest، نامگذاری:1974SL) سه هزار و دویست و سی و دومین سیارک کشف شده‌است که در ۱۹ سپتامبر ۱۹۷۴ کشف شد.
قدر مطلق سیارک برابر ۱۱٫۷۰ است.